# John Fust
John Fust (* 5. März 1972 in Montreal, Québec) ist ein ehemaliger kanadisch-schweizerischer Eishockeyspieler und derzeitiger -trainer  und -funktionär. Seit November 2022 ist er Sportchef beim Lausanne HC.

## Spielerkarriere
John Fust spielte während seines Studiums an der Princeton University von 1991 bis 1994 für deren Eishockeymannschaft in der ECAC. Zur Saison 1994/95 wechselte er in die Schweiz zum HC Martigny in die Nationalliga B und sammelte dort seine ersten Erfahrungen als Profi. In der gleichen Saison spielte er auch für den EHC Olten. Anschliessend unterschrieb Fust einen Vertrag beim SC Herisau, mit dem er in seiner zweiten Saison die NLB-Meisterschaft gewann und den Aufstieg in die Nationalliga A schaffte. Obwohl er nach dem Aufstieg des SCH in der folgenden Saison in der Nationalliga A hätte spielen können, kehrte Fust zur Saison 1997/98 wieder in die Nationalliga B zurück und ging zum SC Langnau.
Auch mit den Langnauern gelang der Aufstieg in die NLA und Fust war mit zehn Punkten der beste Scorer seines Teams in den Playoffs. Die Saison 1998/99 wurde abgeschlagen als Tabellenletzter der NLA beendet und der SC Langnau schaffte erst in der Ligaqualifikation gegen den EHC Chur in sieben Spielen den Ligaerhalt. Neben Todd Elik, dem besten Scorer der Langnauer, war auch Fust entscheidend am Ligaerhalt der Mannschaft beteiligt. In den folgenden drei Saisons musste das Team erneut in den Playouts antreten und schaffte erneut den Ligaerhalt. Zur Saison 2002/03 unterschrieb John Fust einen Kontrakt beim HC Ambrì-Piotta, mit dem er sich zum Abschluss der Saison für die Playoffs qualifizierte, allerdings in vier Spielen gegen den HC Davos scheiterte. Nach einem weiteren Jahr beim HCAP ging Fust von 2004 bis 2006 in der NLB für den Forward Morges HC und HC Sierre auf Eis, ehe er seine aktive Karriere beendete.

## Trainerkarriere
Während der Saison 2007/08 wurde Fust nach der Entlassung von Terry Yake als Cheftrainer des EHC Visp vorgestellt. In der Saison 2008/09 erreichte er mit den Wallisern die Halbfinals der Playoffs, eine Saison später wurde die reguläre Saison auf Platz eins abgeschlossen und in den Playoff-Finalspielen in fünf Begegnungen gegen den Lausanne HC verloren. Im Januar 2010 gab Fust bekannt, dass er den EHC Visp zum Saisonende auf eigenen Wunsch verlässt. Wenige Zeit später einigte er sich auf einen Zweijahresvertrag mit den SCL Tigers.
In seiner Debütsaison führte Fust die Langnauer erstmals seit der Einführung des neuen Modus in die Playoffs. Dies wurde sieben Spiele vor Abschluss der Qualifikation durch einen 3:2-Auswärtssieg gegen die Rapperswil-Jona Lakers erreicht. In der ersten Playoffrunde scheiterte die Mannschaft jedoch mit einem Sweep am Kantonsrivalen SC Bern.
Am 9. Dezember 2012 wurde Fust durch die SCL Tigers freigestellt und durch den bisherigen Assistenztrainer Alex Reinhard ersetzt. Im Mai 2013 wurde er in der Funktion als Assistenztrainer vom NLA-Aufsteiger Lausanne HC engagiert.
Von Mai 2014 an war Fust Cheftrainer der Schweizer U20-Eishockeynationalmannschaft und war während der Amtszeit Glen Hanlons bei der Herren-Nationalmannschaft dessen Assistenztrainer. Nach Hanlons Rücktritt wirkte Fust beim Deutschland Cup 2015 interimistisch als Cheftrainer der Schweizer Nationalmannschaft, ehe Patrick Fischer das Amt übernahm. Sein Vertrag als U20-Nationaltrainer lief 2016 aus. Im April 2016 kehrte er zum EHC Visp (National League B) zurück und übernahm das Amt des Cheftrainers. Nach dem Ausscheiden seiner Mannschaft im Playoff-Viertelfinal in der Saison 2016/17 gegen den HC La-Chaux-de-Fonds wurde Fusts Vertrag nicht verlängert, zudem musste Alexei Kowaljow den Posten als Sportchef räumen.
Am 8. Februar 2018 wurde Fust als Nachfolger von Yves Sarault Cheftrainer beim Lausanne HC, der zum Zeitpunkt Fusts Einstellung Drittletzter der National League war. Für Lausanne hatte er bereits im Spieljahr 2013/14 als Assistenztrainer gearbeitet. Fust blieb bis zum Ende der Saison 2017/18 im Amt und wechselte im Mai 2018 in Lausanne ins Amt des Leiters der Spitzennachwuchsförderung. Im April 2019 wurde er zusätzlich in den Stab der dänischen Nationalmannschaft berufen, um während der Weltmeisterschaft 2019 unter Heinz Ehlers als Assistenztrainer zu arbeiten. Ab Februar 2020 war Fust Assistenztrainer beim LHC unter Craig MacTavish und parallel ab Sommer 2022 Sportchef beim LHC. Zwischen 2021 und November 2022 agierte er anschliessend als Cheftrainer des LHC, ehe er erneut das Amt des Sportchefs übernahm.

## Erfolge und Auszeichnungen
- 1997 Meister der NLB mit dem SC Herisau
- 1998 Meister der NLB mit dem SC Langnau

## Persönliches
Nach dem Ende seiner Spielerlaufbahn begann Fust eine Ausbildung beim kanadischen Geheimdienst, brach diese allerdings vorzeitig ab, um seine Trainerkarriere voranzutreiben.
Seine Großeltern wanderten von der Schweiz nach Kanada aus, sie stammten aus St. Gallen und Zürich.